# Governatorato di Orël
Il governatorato di Orël (in russo Орловская губерния?) era una gubernija dell'Impero russo, che occupava approssimativamente il territorio dell'attuale oblast' di Orël. Istituito nel 1796, esistette fino al 1926. Il capoluogo era Orël.